# 11. Plenum des ZK der SED
Das 11. Plenum des ZK der SED nach dem VI. Parteitag war eine Tagung des ZK der SED, die vom 15. bis zum 18. Dezember 1965 stattfand und eine Zäsur in der Geschichte der DDR einleitete. Der ursprünglich als Wirtschaftsplenum angesetzte Gipfel – geplant war der Beschluss der zweiten Etappe des „Neuen Ökonomischen Systems der Planung und Leitung“ (NÖSPL) – entwickelte sich zu einer „Kahlschlag-Diskussion“ der Jugend- und Kulturpolitik.

## Rolle der Plenartagungen des ZK der SED
In der Zeit zwischen den Parteitagen fungierte das 1950 eingeführte Zentralkomitee (ZK) als höchstes Organ der SED und behandelte die jeweils anfallenden Agenden in regelmäßigen Plenartagungen. Die Zählung dieser Tagungen begann nach jedem Parteitag der SED jeweils von Neuem. In  der Zeit zwischen dem VI. Parteitag (15. bis 21. Januar 1963) und dem  VII. Parteitag (17. bis 22. April 1967) hielt das ZK insgesamt 15 derartige Tagungen ab. Die Entwicklungen des 11. Plenums des ZK wurden schon auf dem 9. Plenum des ZK durch Walter Ulbricht eingeleitet.

## Verlauf
Im Mittelpunkt des 11. Plenums des ZK nach dem VI. Parteitag der SED stand eine kollektive Anklage gegen die Künstler der DDR, aber auch das „Versagen“ der Kontrollgremien wurde angeprangert. Als Wortführer entpuppte sich Erich Honecker, der den Kreativen u. a. „Nihilismus“, „Skeptizismus“ und „Pornographie“ vorwarf.
Von den anwesenden Schriftstellern meldeten sich fünf zu Wort: Wolfgang Joho, Anna Seghers, Kurt Barthel, Helmut Baierl und Christa Wolf. Christa Wolf übte als einzige offene Kritik an der Kulturabteilung, indem sie sagte, dass nicht die Literatur an der Unmoral der Jugend schuld sei, sondern „eine Leere, in die unsere mangelnde geistige offensive Anziehungskraft Teile der Jugend geführt hat, durch die Hohlräume entstanden sind, in die jetzt selbstverständlich fremde, feindliche Ideologien eindringen“. Sie kritisierte auch den vorherrschenden Ökonomismus, weil er keine anderen Ziele als Wohlstand propagiere. Außerdem plädierte sie für einen Dialog zwischen Ost und West.

## Folgen
Das 11. Plenum des ZK beendete eine kurze Phase der Liberalisierung nach dem VI. Parteitag der SED 1963. Das Umschwenken der DDR-Führung ist in einem engen Zusammenhang mit dem Machtwechsel in der Sowjetunion unter Leonid Breschnew zu  sehen.
Das 11. Plenum hatte einschneidende Wirkungen auf die Kulturszene, weshalb es auch als „Kahlschlag-Plenum“ bezeichnet wird.

## Verbotene Kunstwerke (Auswahl)
Es wurden einige Filme, Theaterstücke, Bücher und Musikgruppen nach dem 11. Plenum verboten.
Filme
Zwölf DEFA-Spielfilme der Jahre 1965 und 1966, darunter
- Das Kaninchen bin ich (1965), von Kurt Maetzig
- Denk bloß nicht, ich heule (1965), von Frank Vogel
- Spur der Steine (1966), von Frank Beyer, mit Manfred Krug

Romane
- Der Tag X, von Stefan Heym
- Rummelplatz, von Werner Bräunig

Theaterstücke
- Der Bau von Heiner Müller,

Auch westliche Beatmusik wurde für einige Jahre quasi verboten.

## Stimmen zum Plenum
Erich Honecker sagte auf dem XI. Plenum:
„Unsere DDR ist ein sauberer Staat. In ihr gibt es unverrückbare Maßstäbe der Ethik und Moral, für Anstand und gute Sitte.“
Und Walter Ulbricht fragte:
„Ist es denn wirklich so, dass wir jeden Dreck, der vom Westen kommt, nu kopieren müssen? Ich denke, Genossen, mit der Monotonie des Je-Je-Je, und wie das alles heißt, ja, sollte man doch Schluss machen.“
Die Schriftstellerin Brigitte Reimann schrieb in ihr Tagebuch am Tag nach dem Plenum:
„Heute war die Rede Honeckers auf dem ZK-Plenum abgedruckt. Die Katze ist aus dem Sack: die Schriftsteller sind schuld an der sittlichen Verrohung der Jugend. Destruktive Kunstwerke, brutale Darstellungen, westlicher Einfluß, Sexualorgien, weiß der Teufel was – und natürlich die böse Lust am Zweifeln. Die Schriftsteller stehen meckernd abseits, während unsere braven Werktätigen den Sozialismus aufbauen. […]“
Klaus Wischnewski, der Chefdramaturg der DEFA sagte später:
„Mit so einem Plenum hat natürlich kein Mensch gerechnet. Man wußte aber schon kurze Zeit hinterher, dass hier der Esel gemeint war und der Sack gehauen wurde, also dass da Stellvertreterkriege geführt wurden. Es wurde ganz bewusst eine ideologische Schlammschlacht herbeigeführt.“
Und Jochen Mückenberger, Generaldirektor der DEFA, erinnerte sich:
„Dass es aber so radikal sein und man die halbe Jahresproduktion verbieten würde, das wusste ich zu diesem Zeitpunkt nicht. (…) Die Stimmung uns gegenüber war feindlich, als ob wir nicht dazugehörten. Es war eine Art Spießrutenlauf. (…) Die Meinungsäußerung war einhellig, mit einer einzigen Ausnahme. Christa Wolf versuchte mutig, den Anspruch der Kunst auf Wahrhaftigkeit zu verteidigen. Sie hat mir sehr imponiert.“